# 博拉圖沙 (密西西比州)
博拉圖沙（英語：Bolatusha）是位於美國密西西比州利克縣的非建制地區。

## 歷史
博拉圖沙的郵局於1894年設立，其後於1940年停運。此地於1900年時有24人。

## 地理
博拉圖沙所處的海拔為高於海平面113米（即371英呎），而該地所採用的時區為UTC-6，即北美中部時區（CST）。同時該地設有夏令時間，為UTC-6調快一小時，即UTC-5（CDT）。